# Seneca (condado de Shawano, Wisconsin)
Seneca es un pueblo ubicado en el condado de Shawano en el estado estadounidense de Wisconsin. En el Censo de 2010 tenía una población de 558 habitantes y una densidad poblacional de 5,89 personas por km².

## Geografía
Seneca se encuentra ubicado en las coordenadas 44°49′14″N 88°56′0″O / 44.82056, -88.93333. Según la Oficina del Censo de los Estados Unidos, Seneca tiene una superficie total de 94.81 km², de la cual 94.61 km² corresponden a tierra firme y (0.22%) 0.2 km² es agua.

## Demografía
Según el censo de 2010, había 558 personas residiendo en Seneca. La densidad de población era de 5,89 hab./km². De los 558 habitantes, Seneca estaba compuesto por el 96.59% blancos, el 0% eran afroamericanos, el 1.79% eran amerindios, el 0% eran asiáticos, el 0% eran isleños del Pacífico, el 0% eran de otras razas y el 1.61% pertenecían a dos o más razas. Del total de la población el 0% eran hispanos o latinos de cualquier raza.